# میاکو
خلیج میاکو (به ژاپنی: 宮古湾 Miyako-wan) یک خلیج در استان ایواته در شمال منطقه توهوکو در شمال ژاپن است.